# Alpaida utiariti
Alpaida utiariti är en spindelart som beskrevs av Levi 1988. Alpaida utiariti ingår i släktet Alpaida och familjen hjulspindlar. Inga underarter finns listade i Catalogue of Life.